# Phaegoptera alipioi
Phaegoptera alipioi là một loài bướm đêm thuộc phân họ Arctiinae, họ Erebidae.